# Технат
Технат (англ. The Technate) — термин, введенный организацией Technocracy Inc в начале 1930-х, чтобы описать область, в которой технократическое общество будет применять методики термодинамического расчета энергетических потребностей вместо метода денег.
Все ресурсы и промышленность этой области Земли использовались бы, чтобы обеспечить изобилие товаров и услуг, в пределах жизнеспособного экологического контекста, его гражданам согласно программе расчета энергетических потребностей.
Согласно технократам, технат не может просто быть основан где-нибудь подобно современной стране; существует несколько требований, которые должны быть выполнены для того, чтобы технат смог функционировать:
- В нём должно быть достаточно природных ресурсов.
- В нём должен быть достаточный промышленный и научный потенциал, чтобы обеспечить технат.
- В нём должен быть достаточное количество обученного персонала для его действия.

Согласно Technocracy Inc, сегодня Североамериканский континент является способным полностью выполнить основные требования, необходимые, чтобы перейти к технату, однако и другие области Земли могли бы сделать такую попытку, с большим или меньшим результатом, в зависимости от состояния преобразования энергии. Проект предназначен, чтобы преобразовать Североамериканское общество, и заменить текущую систему цен.

## Проект Технического Альянса
Технический Альянс (группа предшественник Technocracy Inc) установил и оценил запасы природных ресурсов почвы, металлов, энергоносителей, гидрологических ресурсов, транспорта, коммуникаций, индустриальной и технологической производительной способности, доступный научный потенциал, трудовые ресурсы — все, чтобы определить, могла бы область Северной Америки обеспечивать справедливо индивидуализированный высокий уровень жизни для её населения, и если так, как это могло быть организованно в форме управляющего органа который они позже назвали технат.

## Североамериканский Технат
Североамериканский Технат является проектом и планом преобразования Северной Америки в технократическое общество. Он предполагает использование богатых минеральных залежей Канады, и её гидро-электрические мощности как дополнение к индустриальному и аграрному потенциалу США. (Многие из деталей этого плана представлены в работе «Курс Изучения Технократии» (The Technocracy Study Course), программного документа Технократического Движения).
Североамериканский Технат состоял бы из всей Северной Америки, Центральной Америки, Карибских островов, части Южной Америки, и Острова Гренландия, включая приблизительно 30 современных наций (также как многочисленные подчиненные территории). Если бы Технат был основан сегодня, он содержал бы почти 600 миллионов граждан, и его полная площадь была бы более чем 26 миллионов квадратных километров (делающий его самой большой нацией на Земле). Его границы простирались бы от Северного Полюса на севере, к Экватору на юге, и от Карибов на востоке, до Линии перемены дат в Тихом Океане на западе.

## Критика концепции Техната
- Не имеется никакого возможного способа устранить дефицит изделий в современном обществе, и устранение труда — не результат автоматизации промышленности, поскольку другие рабочие места будут созданы.
  - Технократы, с другой стороны, видят текущую ценовую систему как неэффективную и расточительную, и доказывают, что уровень безработицы — не точная мера общего количества работы людей и количества выполняемой работы. В Соединенных Штатах, только 65 % трудоспособных участвует в экономике,[6] в то время как Европейские страны имеют даже меньшую пропорцию.[7] Кроме того, велико число служащих работающих в отраслях промышленности типа финансов, рекламирования, и розничной продажи. Многие из этих рабочих мест исчезли бы после перехода от денежно-кредитной экономики к проекту Технат. К тому же технократы утверждают, что покупательная способность в ценовой системе разрушается технологией, устраняющей человеческую рабочую силу и следовательно обеспечение потребителя деньгами, общество становится дисфункциональным, поскольку рабочие места потеряны в связи с использованием энергии машин, от которых нельзя отказаться и требуется кардинальная перестройка системы потребления.